# 疣骨棘鯛
疣骨棘鯛輻鰭魚綱金眼鯛目燧鯛亞目燧鯛科的其中一種，分布於澳洲的東南部海域，棲息深度50-70公尺，體長可達8公分，棲息在大陸棚，無任何經濟價值。